# 馳宏鋅鍺
雲南馳宏鋅鍺股份有限公司 (上交所：600497)，簡稱雲南馳宏鋅鍺、馳宏鋅鍺，成立於2000年，主要從事鋅及鍺的開採、冶煉、加工、進口、出口及貿易，以及提供硫酸、硫酸鋅、硫酸銨、銀、鎘等的技術服務。總部在雲南省曲靖市。
该公司前身为1951年1月成立的云南会泽铅锌矿，是“一五”计划156项之一，亦是中国最早从氧化铅锌矿中提取锗用于国防工业建设的企业。
馳宏鋅鍺在2004年4月20日於上海證券交易所上市，開盤價$13.88人民幣。受惠有色金屬價格上升、業績利好、股市牛市等帶動，其股價曾在2007年4月升至$154人民幣的歷史新高，短短三年間增長超過十倍。 直至2008年初，因股市走熊及公司業績急劇轉差，股價從高位急跌超過八成。

## 連結
- 雲南馳宏鋅鍺股份有限公司 （页面存档备份，存于）